# Armianski (Novoukraïnski)
|  | Per a altres significats, vegeu «Armianski». |

Armianski - Армянский (rus) - és un khútor del krai de Krasnodar, a Rússia. Es troba als vessants septentrionals del Caucas occidental, en una zona boscosa a la vora del riu Psij, afluent del riu Adagum, a 6 km al sud de Krimsk i a 84 km a l'oest de Krasnodar, la capital.
Pertany al municipi de Novoukraïnski.